# Bianka Nagy
Bianka Nagy (Szeged, 28 de junio de 2000) es una deportista húngara que compite en piragüismo en la modalidad de aguas tranquilas.
Ganó cuatro medallas en el Campeonato Mundial de Piragüismo, en los años 2021 y 2022, y seis medallas en el Campeonato Europeo de Piragüismo entre los años 2022 y 2025.
En los Juegos Europeos de Cracovia 2023 consiguió una medalla de bronce en la prueba de C2 500 m.
Participó en los Juegos Olímpicos de París 2024, ocupando el cuarto lugar en la prueba de C2 500 m.

## Palmarés internacional
| Campeonato Mundial | Campeonato Mundial       | Campeonato Mundial | Campeonato Mundial |
| Año                | Lugar                    | Medalla            | Competición        |
| ------------------ | ------------------------ | ------------------ | ------------------ |
| 2021               | Copenhague (Dinamarca)   | Medalla de bronce  | C2 200 m           |
| 2022               | Halifax (Canadá)         | Medalla de bronce  | C2 200 m           |
| 2022               | Halifax (Canadá)         | Medalla de bronce  | C2 500 m           |
| 2022               | Halifax (Canadá)         | Medalla de bronce  | C4 500 m           |
| Juegos Europeos    |                          |                    |                    |
| Año                | Lugar                    | Medalla            | Competición        |
| 2023               | Cracovia (Polonia)       | Medalla de bronce  | C2 500 m           |
| Campeonato Europeo |                          |                    |                    |
| Año                | Lugar                    | Medalla            | Competición        |
| 2022               | Múnich (Alemania)        | Medalla de oro     | C2 200 m           |
| 2022               | Múnich (Alemania)        | Medalla de plata   | C2 500 m           |
| 2024               | Szeged (Hungría)         | Medalla de oro     | C2 500 m           |
| 2024               | Szeged (Hungría)         | Medalla de bronce  | C2 200 m           |
| 2025               | Račice (República Checa) | Medalla de bronce  | C2 200 m           |
| 2025               | Račice (República Checa) | Medalla de bronce  | C2 500 m           |